# Trollskau, Skrømt og Kølabrenning
Trollskau, Skrømt og Kølabrenning es el primer álbum de la banda de folk metal Myrkgrav tras la demo Fra Fjellheimen Kaller.... Las letras se basan en viejas historias y leyendas de la zona donde Lars Jensen creció.

## Miembros
- Lars Jensen voz, guitarra, bajo, teclista

Miembros de estudio
- Benita Eriksdatter: voz femenina en Gygra & St. Olav
- Sindre Nedland: coros
- Espen Hammer: bajo de Fela Etter'n Far, Oppbrennerbønn, Olav Tryggvason, Tre Skygger Tel Kølabrennern Kom y Tjernet.

## Lista de canciones
1. "Gygra & St. Olav" (05:35)
2. "Fela Etter'n Far" (05:20)
3. "Om Å Danse Bekhette" (04:19)
4. "Oppbrennerbønn" (04:09)
5. "Olav Tryggvason" (03:17)
6. "Mellomspell" (Instrumental) (01:35)
7. "Tre Skygger Tel Kølabrennern Kom" (04:29)
8. "Tjernet" (05:15)
9. "De To Spellemenn" (02:49)
10. "Finnkjerringa" (04:39)
11. "Endetoner" (Instrumental) (02:37)

- Datos: Q9090297